# Ouratea litoralis
Ouratea litoralis är en tvåhjärtbladig växtart som beskrevs av Ignatz Urban. Ouratea litoralis ingår i släktet Ouratea och familjen Ochnaceae. Inga underarter finns listade i Catalogue of Life.